# Grasmere (sjö i Storbritannien)
Grasmere är en sjö i Storbritannien.   Den ligger i riksdelen England, i den centrala delen av landet, 400 km nordväst om huvudstaden London. Grasmere ligger 60 meter över havet. Arean är 0,51 kvadratkilometer.I omgivningarna runt Grasmere växer i huvudsak blandskog. Den sträcker sig 1,1 kilometer i nord-sydlig riktning, och 1,0 kilometer i öst-västlig riktning.